# Mikleuš
 Mikleuš  è un comune della Croazia di 1 701 abitanti della regione di Virovitica e della Podravina.